# Presídium del Sóviet Supremo de la República Socialista Federativa Soviética de Rusia
El Presídium del Sóviet Supremo de la República Socialista Federativa Soviética de Rusia (en ruso: Президиум Верховного Совета РСФСР) fue el cuerpo permanente del Sóviet Supremo de la RSFS de Rusia, y era responsable de su actividad durante los periodos entre sesiones y, dentro de los límites prescritos por la Constitución, desempeñaba funciones del más alto poder estatal. Fue elegido por primera vez el 27 de diciembre de 1938, en la primera sesión del Sóviet Supremo de la República Socialista Federativa Soviética de Rusia.
El Presídium tuvo como sede la Mansión de los Condes Ostermans, hasta 1979, en la que fue trasladado a la Casa de Gobierno, al igual que el Sóviet Supremo.

## Historia
El presídium fue precedido por el Comité Ejecutivo Central Panruso.

### Composición
El Presídium del Sóviet Supremo, que constaba de un presidente, 17 diputados (que incluían vicepresidentes, uno de cada república autónoma), un secretario y 20 miembros, era reelegido al inicio (en la primera sesión) de cada convocatoria.[cita requerida] Según las enmiendas de 1989, se estableció que “el Presídium del Sóviet Supremo de la RSFSR incluyese a su Presidente, al primer Vicepresidente y a los Vicepresidentes del Sóviet Supremo de la RSFSR". El Presídium del Sóviet Supremo de la RSFSR estaba encabezado por su presidente.[cita requerida]

### Poderes
En la adopción de la Constitución de 1978 de la República Socialista Federativa Soviética de Rusia, el presídium tenía los poderes para:
- Convocar a elecciones para el Sóviet Supremo y los Sóviets locales.
- Convocar sesiones del Sóviet Supremo
- Interpretar y decretar las leyes de la RSFS de Rusia
- Realizar referéndums
- Anular decisiones y órdenes del Consejo de Comisarios del Pueblo (desde 1946, Consejo de Ministros), y los de las repúblicas autónomas, en caso de incompatibilidad con la ley.
- Formar al Consejo de Ministros durante el periodo entre sesiones del Sóviet Supremo, a propuesta del presidente del Sovmin.
- Crear títulos honorarios.
- Ejercer derecho de indulto a ciudadanos penalizados por los órganos judiciales.